# Ponte sul Macesto
Il ponte sul Macesto o ponte di Sultançayır era un ponte romano ad arco ribassato sul fiume Macesto (turco Simav o Susurluk Çayı) presso Balıkesir, nella parte nord-occidentale dell'odierna Turchia.
I suoi archi piatti, i suoi pilastri sottili e il suo sistema di intercapedini documentavano i progressi fatti nella costruzione dei ponti della tarda antichità. Una prima rapida indagine sulla struttura, lunga 234 m, fu condotta all'inizio del XX secolo, ma da allora la sua esistenza è stata in gran parte trascurata dagli studiosi. Recenti foto (risalenti al 2009) mostrano che nel frattempo il ponte è crollato.

## Esplorazione
Il ponte è ubicato a Sultançayır, nel cuore dell'antica regione della Misia, dove portava la strada che collegava Hadrianu Therai (Balıkesir) a Miletopolis attraverso il Macesto. Durante un giro di esplorazioni nel 1902, l'archeologo tedesco Theodor Wiegand trovò l'antica struttura ancora in un eccellente stato di preservazione; solo il quarto pilastro dalla riva orientale era stato fatto esplodere circa trent'anni prima in quello che fu un rozzo e in definitiva infruttuoso tentativo di rendere il fiume navigabile per battelli più grandi. Un altro breve resoconto fu fatto dal suo collega inglese Frederick William Hasluck, che visitò anch'egli la Misia all'epoca.

## Costruzione

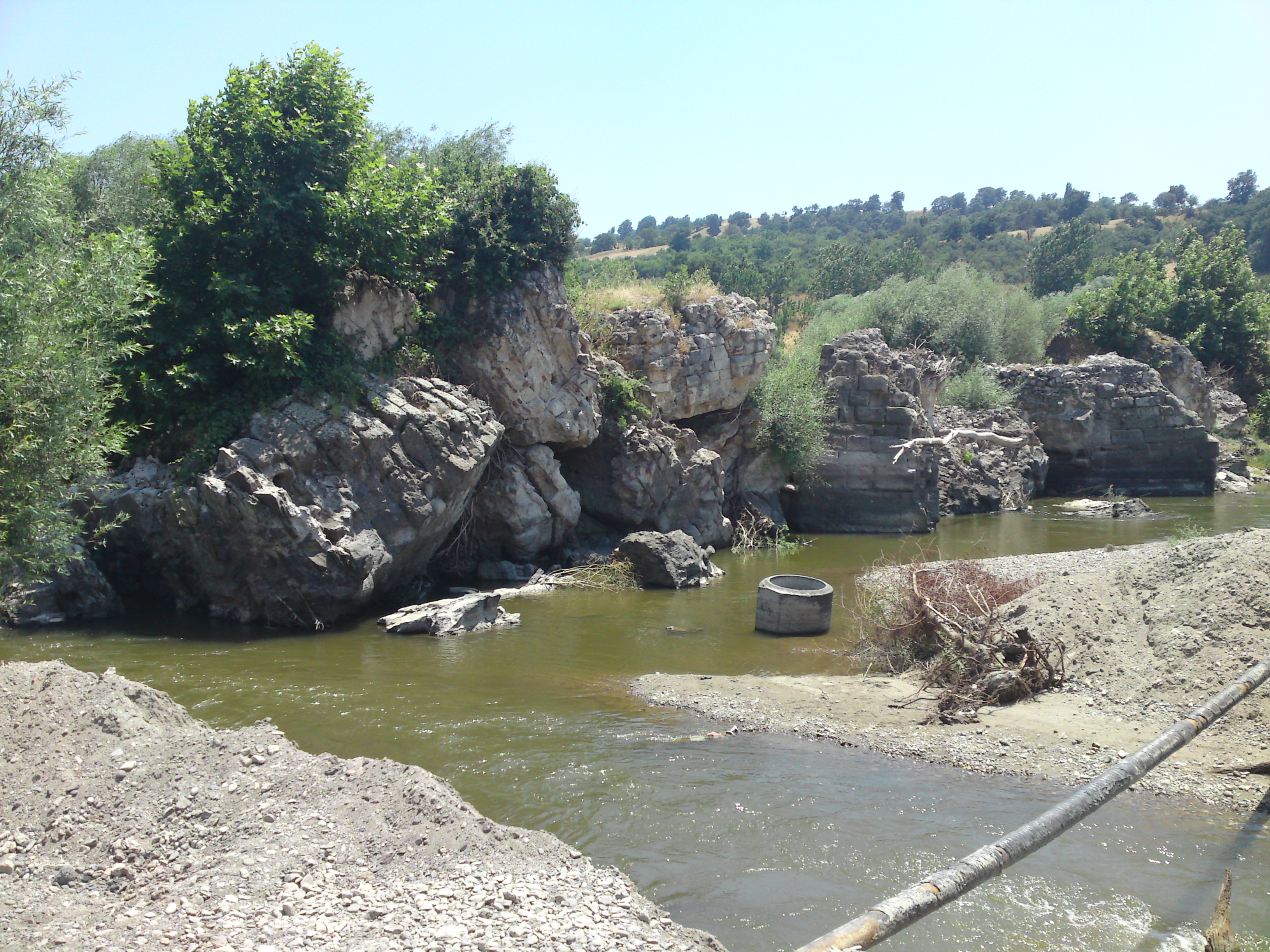
Lo stato rovinato del ponte nel 2009

Il Ponte sul Macesto ha una larghezza di 6,35 m e una lunghezza di 234 m, escluse le rampe ad entrambe le estremità. La distanza tra la linea centrale dei pilastri misura 17,80 m per ognuno dei suoi 13 archi, la campata (luce) essendo 14,20 m e la larghezza dei pilastri, di conseguenza, 3,60 m. I pilastri sottili sono protetti a monte da frangicorrente triangolari e, a causa del rapporto favorevole dello spessore rispetto alla campata di quasi 1 a 4, permette al flusso dell'acqua di superare il ponte relativamente senza restrizioni. L'altezza dalla linea di imposta alla chiave di volta (freccia) è soltanto 4,30 m (vedi disegno), che dà all'arcata un rapporto luce-freccia di 3,3 a 1. Il ponte è pertanto uno della oltre dozzina di ponti antichi ad arco ribassato noti oggi.
Dentro, furono scavate intercapedini per risparmiare materiale e ridurre il peso che poggiava sulle volte degli archi; questi spazi 4,40 m di larghezza, 2,05 m di lunghezza e sono tutti disposti obliquamente rispetto all'asse longitudinale del ponte. È noto che costruzioni simili a intercapedine esistono in altri ponti tardo-romani in Asia Minore, come il Ponte sull'Esepo, le cui piccole rientranze, simili a fessure, puntano però in direzione del piano stradale.
All'esterno, un paio di nicchie ad arco furono incassate nel timpano della volta, con due nicchie aggiuntive, grandi il doppio, nel lato intermedio a valle. Questi rinfianchi semiaperti erano destinati ad alleggerire ulteriormente il carico statico sul ponte. I muri di contenimento, proprio come i frangicorrente, furono costruiti con blocchi di calcare accuratamente lavorati.
I cunei esterni della nervatura dell'arco sono costituiti da un'alternanza di mattoni e di conci, mentre il resto delle volte degli archi consiste interamente di mattoni. Ulteriori materiali menzionati da Wiegand includono il marmo – probabilmente per il rivestimento – e la malta, che potrebbe essere stata usata come legante, o può darsi che si riferisca al cemento romano che spesso serviva a riempire l'interno dei rinfianchi e dei pilastri. Stando a quanto riportato non furono utilizzati materiali di reimpiego più antichi.

## Data
L'uso di archi piatti composti di mattoni e pietre indica, secondo Wiegand, una daa di costruzione del periodo tardo romano o primo bizantino. Hasluck sottolinea paralleli architettonici con i vicini Ponte Bianco e Ponte sull'Esepo, e su quella base data il Ponte sul Macesto al regno di Costantino I († 337 AD). L'esistenza di una fortezza tardo bizantina, situata sulla cima di una collina a circa 300 m dal ponte, è assunta come prova di un uso continuo almeno fino all'inizio del XIV secolo. L'attuale stato della struttura è sconosciuto: essa non è elencata nella recente compilazione dei ponti romani di O'Connor.